# Daniel García
Daniel García Córdoba (ur. 28 października 1971 w Meksyku) – meksykański lekkoatleta, specjalizujący się w chodzie sportowym, trzykrotny uczestnik letnich igrzysk olimpijskich (Barcelona 1992, Atlanta 1996, Sydney 2000).

## Sukcesy sportowe
| Rok  | Miasto        | Zawody                                | Konkurencja   | Wynik         |
| ---- | ------------- | ------------------------------------- | ------------- | ------------- |
| 1992 | Barcelona     | Igrzyska olimpijskie                  | chód na 20 km | 7. miejsce    |
| 1993 | Ponce         | Igrzyska Ameryki Środkowej i Karaibów | chód na 20 km | złoty medal   |
| 1993 | Buffalo       | Uniwersjada                           | chód na 20 km | srebrny medal |
| 1993 | Monterrey     | Puchar świata w chodzie sportowym     | chód na 20 km | złoty medal   |
| 1995 | Fukuoka       | Uniwersjada                           | chód na 20 km | złoty medal   |
| 1995 | Mar del Plata | Igrzyska panamerykańskie              | chód na 20 km | srebrny medal |
| 1996 | Atlanta       | Igrzyska olimpijskie                  | chód na 50 km | 9. miejsce    |
| 1997 | Ateny         | Mistrzostwa świata                    | chód na 20 km | złoty medal   |
| 1997 | Podiebrady    | Puchar świata w chodzie sportowym     | chód na 20 km | srebrny medal |
| 1998 | Maracaibo     | Igrzyska Ameryki Środkowej i Karaibów | chód na 20 km | złoty medal   |
| 1999 | Winnipeg      | Igrzyska panamerykańskie              | chód na 20 km | srebrny medal |
| 1999 | Sewilla       | Mistrzostwa świata                    | chód na 20 km | brązowy medal |
| 2000 | Sydney        | Igrzyska olimpijskie                  | chód na 20 km | 12. miejsce   |

## Rekordy życiowe
- chód na 10 kilometrów – 38:57 – Eisenhüttenstadt 08/05/1999
- chód na 20 kilometrów – 1:18:27 – Podiebrady 19/04/1997
- chód na 50 kilometrów – 3:50:05 – Atlanta 02/08/1996